# Bipassalozetes mongolicus
Bipassalozetes mongolicus är en kvalsterart som beskrevs av Bayartogtokh och Aoki 1997. Bipassalozetes mongolicus ingår i släktet Bipassalozetes och familjen Passalozetidae. Inga underarter finns listade.